# 斯卡洛普嶺
斯卡洛普嶺（英語：Scallop Ridge）是南極洲的山嶺，位於瑪麗伯德地，處於貝里峰西南端，長6公里，美國地質調查局根據測量和美國海軍拍攝的空中照片繪入地圖，現時由南極條約體系管理。